# Warmtestroomsensor

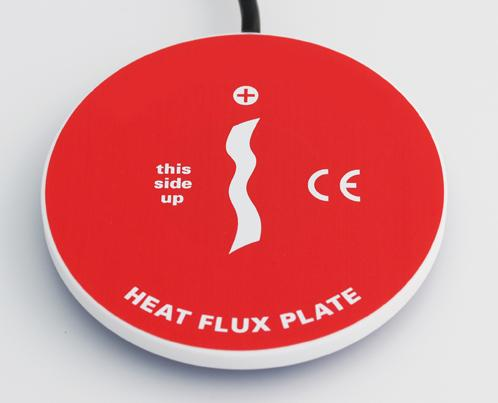
Typische warmtestroomsensor, HFP01. Deze sensor wordt meestal gebruikt bij het meten van de thermische weerstand van en warmteflux in de bouwfysica (muren, daken). Ook kan dit type sensor worden ingegraven om de warmtestroom van de bodem te meten. Diameter 80 mm

Een warmtestroomsensor (Engels: Heat Flux Sensor, Duits: Wärmeflusssensor) is een meetinstrument dat een elektrisch signaal (spanning) genereert evenredig aan de totale warmtestroom door het oppervlak van de sensor. Deze warmtestroom kan verschillende bronnen hebben: in principe convectieve-, stralings- en conductieve warmte, die allen kunnen worden gemeten. Er zijn ook sensoren die een bepaalde soort warmtestroom meten, bijvoorbeeld pyranometers (voor het meten van zonnestraling) en Schmidt Boelter gauges (voor het meten van warmtestroom van vuur). In SI-eenheden, wordt de warmte, gemeten in watt, en de warmtestroom wordt berekend in watt per vierkante meter.

## Toepassingen
Warmtestroomsensoren kunnen worden gebruikt voor verschillende toepassingen. Een van de meest veelbelovende toepassing ervan is het onderzoek naar de kwaliteit van de thermische isolatie van gebouwen en de warmte-isolerende eigenschappen van textiel door het meten van de warmte-overdrachtscoëfficiënt van een onderzocht object. Ook mogelijke toepassingen omvatten het meten van de stroomsnelheid van vloeistof en gas, non-invasieve temperatuurbepalingsmethoden en laser vermogensmetingen.
Elke dag wordt er een enorme hoeveelheid energie gebruikt voor verwarming en koeling van gebouwen, waarvan veel beperkt zijn geïsoleerd en vaak niet voldoen aan de moderne eisen. De warmtestroommeting is in deze gevallen zeer nuttig om de exacte kwaliteit van de thermische isolatie van gebouwen te controleren via het meten van de warmtedoorgangscoëfficiënt.
In overeenstemming met de warmteoverdrachtwet de warmtedoorgangscoëfficiënt staat voor de hoeveelheid warmte die per seconde, per m² en per graad temperatuurverschil tussen de ene en de andere zijde van een wand(constructie) doorgelaten wordt. Deze coëfficiënt wordt ook wel de U-waarde genoemd. De waarde geeft de mate van warmtegeleiding van een wand aan: een hoge U-waarde betekent een thermisch slecht isolerende wand, een lage U-waarde betekent een thermisch goed isolerende wand. De kennis van het materiaal wat betreft isolerende eigenschappen en hun U-waarden zijn ook belangrijk tijdens het ontwerpproces van kleding voor sporters en brandweerlieden.

## Richtlijnen meting
Om de warmtestroom door een bouwelement te bepalen moet een warmtestroomsensor op de oppervlakte van het element worden geplaatst. Wanneer de warmtestroomsensor wordt geplaatst op het oppervlak van de wand, moet men ervoor zorgen dat de toegevoegde thermische weerstand niet te groot wordt. Ook de spectrale eigenschappen moeten zoveel mogelijk overeenkomen met die van de wand.  Dit is vooral belangrijk als de sensor wordt blootgesteld aan zonnestraling. De U-waarde is te berekenen met een warmtestroomsensor in combinatie met twee temperatuursensors. Door de warmte te meten die per seconde door een bouwelement gaat en dit te combineren met de binnen- en buitentemperatuur kan de U-waarde empirisch bepaald worden. Een meettijd van 72 uur en een temperatuurverschil van ten minste 5 °C is noodzakelijk voor een betrouwbare meting conform de normen (ISO 9869) maar kortere meettijden geven ook al een goede indicatie van de U-waarde.